# Phlogophora scita
Phlogophora scita är en fjärilsart som beskrevs av Jacob Hübner 1791. Phlogophora scita ingår i släktet Phlogophora och familjen nattflyn. Inga underarter finns listade i Catalogue of Life.